# Municipio de Franklin (condado de Randolph)
El municipio de Franklin (en inglés: Franklin Township) es un municipio ubicado en el condado de Randolph en el estado estadounidense de Indiana. En el año 2010 tenía una población de 1265 habitantes y una densidad poblacional de 20,35 personas por km².

## Geografía
El municipio de Franklin se encuentra ubicado en las coordenadas 40°16′20″N 85°2′45″O / 40.27222, -85.04583. Según la Oficina del Censo de los Estados Unidos, el municipio tiene una superficie total de 62.16 km², de la cual 61,99 km² corresponden a tierra firme y (0,27 %) 0,17 km² es agua.

## Demografía
Según el censo de 2010, había 1265 personas residiendo en el municipio de Franklin. La densidad de población era de 20,35 hab./km². De los 1265 habitantes, el municipio de Franklin estaba compuesto por el 97,15 % blancos, el 0,24 % eran afroamericanos, el 0,47 % eran amerindios, el 0,47 % eran asiáticos, el 0,16 % eran de otras razas y el 1,5 % eran de una mezcla de razas. Del total de la población el 0,63 % eran hispanos o latinos de cualquier raza.